# Sakha (Égypte)
Pour les articles homonymes, voir Sakha.
Sakha est une grosse bourgade au sud-ouest de l'ancienne Xoïs ; Sahka est située à quatre kilomètres au sud de Kafr el-Cheik, le chef-lieu de la province, dans le nord du delta du Nil. Sa population est approximativement de 336 380 habitants.
Les agglomérations les plus proches sont :
- à l'ouest :
  - Rizqat Amay à 3,1 km
- au nord :
  - Mit `Ilwan à 2,5 km
  - Kafr ash Shaykh à 2,9 km
  - `Izbat Abu Sa'id à 2,9 km
- à l'est :
  - `Izbat` Ali Abu `Umar à 1,7 km
  - `Izbat Sayyid` Atiyah à 2,8 km
  - `Izbat as Sanafawi à 3,1 km
  - Kafr at Tayifah à 3,4 km
  - `Izbat` Abd al Hamid as Siyufi à 3,6 km
  - `Izbat Muhammad Sharmi à 3,8 km
  - `Izbat` Uthman al Mariyah à 3,9 km
  - At Tayifah à 3,8 km
- au sud :
  - Abu Tabl à 964 m
  - Al Hamrawi à 1,3 km
  - Al Qaradah à 2,1 km
  - Difriyah à 2,4 km
  - `Izbat al Maslahah à 3,4 km
  - Kafr Difriyah à 3,7 km
  - `Izbat Muhammad Abu` Ali à 4,3 km

## Climat
Précipitations moyennes :
|    | Jan. | Fév. | Mars | Avr. | Mai | Juin | Jui. | Août | Sep. | Oct. | Nov. | Déc. | Année |
| mm | 15,5 | 12,8 | 5,9  | 3,7  | 2,4 | 0,0  | 0,0  | 1,2  | 0,0  | 3,3  | 7,1  | 12,9 | 64,9  |

Source : Données provenant de la station météo de Sakha ; observation sur 668 mois entre 1931 et 1987.

## Religion
- Lors de son voyage en Égypte, la Sainte Famille part de Sakha, traverse le Nil (branche de Rosette), pour arriver à l'ouest du delta, puis au Sud à Wadi El Natroun.

- Sévère (512 - 538), patriarche d'Antioche exilé en Égypte, est mort à Sakha en 538.